# Haptodus
Haptodus is een geslacht van uitgestorven basale sphenacodonten, lid van de clade die therapsiden en dus zoogdieren omvat. Het was minstens anderhalve meter lang. Het leefde in het huidige Frankrijk tijdens het Vroeg-Perm. Het was een middelgroot roofdier dat zich voedde met insecten en kleine gewervelde dieren.

## Ontdekking en geschiedenis

### Haptodus baylei
Haptodus baylei, de typesoort van Haptodus, is alleen bekend van een enkel, slecht bewaard gebleven exemplaar dat wordt getoond in het Muséum National d'Histoire Naturelle in Parijs, MNHN SS 133299, 13330, een skelet met schedel. De geslachtsnaam is een combinatie van het Grieks haptein, "omvatten", en odous, "tand". De soortaanduiding eert Claude-Emile Bayle. Het werd verzameld in Les Télots, nabij Autun in Frankrijk, vanaf een aards bereik die dateert uit het Asselien van het Cisuralien, ongeveer 299-296,4 miljoen jaar oud.
De taxonomie van veel "pelycosauriërs" (naar huidige inzichten een onnatuurlijke groep) werd in detail herzien door Alfred Sherwood Romer & Llewellyn Price (1940). Ze synoniemiseerden veel geslachten, waaronder Callibrachion (uit Margenne bij Autun, Frankrijk), Datheosaurus (uit Nowa Ruda in Polen), Palaeohatteria en Pantelosaurus (beide uit Duitsland), met Haptodus, maar behielden deze taxa als afzonderlijke soorten. Na de beschrijving van Haptodus garnettensis in 1977, synonymiseerde Currie (1979) alle Europese haptodontines, evenals Cutleria wilmarthi, met het type van het geslacht, Haptodus baylei. Later beschouwde Laurin (1993 en 1994) Haptodontinae als een polyfyletische graad van basale sphenacodonten, en herbevestigde hij Cutleria, Palaeohatteria en Pantelosaurus, terwijl Callibrachion werd beschouwd als een nomen dubium en Datheosaurus niet werd onderzocht. Laurin suggereerde ook dat de typesoort van het geslacht Haptodus baylei een nomen dubium zou kunnen zijn. Zijn herziening is door latere auteurs geaccepteerd.

### Andere soorten
Haptodus garnettensis werd benoemd op basis van het holotype RM 14156, een gedeeltelijk in verband liggend skelet (craniaal en postcraniaal) van een onvolwassen individu. Meer dan zestien goed bewaarde exemplaren van verschillende ontogenetische stadia werden aan deze soort toegewezen. Alle exemplaren kwamen uit de Garnett Quarry, gelegen in Anderson County (Kansas). Ze werden verzameld uit de Rock Lake-afzetting van de Stantonformatie (Lansing Group), daterend uit het Laat-Kasimovien van het Laat-Pennsylvanien, ongeveer 305-303,9 miljoen jaar oud.
Een andere soort, Haptodus grandis, werd benoemd naar een maxilla (Gz 1071) die in 1974 werd gevonden door Roberta Paton in afzettingen van het Pennsylvanien tot Cisuralien in Kenilworth, Engeland.
In zijn proefschrift uit 2015 over de herziening van de basale Sphenacodontia, toonde Frederik Spindler aan dat Haptodus garnettensis en Haptodus grandis niet tot hetzelfde geslacht behoren als Haptodus baylei en in plaats daarvan verschillende geslachten vertegenwoordigen. Haptodus garnettensis plaatste hij in een nieuw geslacht Eohaptodus maar dat blijft voorlopig een ongeldige nomen ex dissertatione.  Spindler wees Haptodus grandis toe aan een nieuw geslacht Hypselohaptodus in 2019. Hij toonde ook aan dat sommige exemplaren die toegewezen waren aan Haplodus garnettensis behoren tot verschillende taxa; een daarvan, ROM 43608, werd in 2020 door Spindler benoemd als het nieuwe geslacht en soort Kenomagnathus scottae.